# Deutsche Pfadfinder*innenschaft Sankt Georg
Die Deutsche Pfadfinder*innenschaft Sankt Georg (DPSG; bis 2025: Deutsche Pfadfinderschaft Sankt Georg) ist ein katholischer Pfadfinderverband und der größte Pfadfinderverband in Deutschland. Er ist Mitglied im Ring deutscher Pfadfinder*innenverbände (rdp) und im Bund der Deutschen Katholischen Jugend (BDKJ). Der Verband sieht sich in der Tradition Robert Baden-Powells, alle Mitglieder legen ein Pfadfinderversprechen ab.

## Struktur und Organisation

Die mit der Kluftreform von 1965 eingeführte Kreuzlilie ist das Erkennungszeichen der DPSG

Derzeit ist die DPSG einer der beiden größten katholischen Jugendverbände Deutschlands mit nach eigenen Angaben etwa 85.000 Mitgliedern. Diese verteilen sich folgendermaßen auf die Altersstufen:
- Biber (ab 4 bis 6 Jahre)
- Wölflinge (ab 6 bis 10 Jahre): 18.000
- Jungpfadfinder (ab 9 bis 12 Jahre): 15.000
- Pfadfinder (ab 12 bis 15 Jahre): 11.000
- Rover (15 bis 20 Jahre): 14.000

Diese Gruppen werden von ungefähr 27.000 erwachsenen Leitern betreut.
Die Biber wurden erst in der 83. Bundesversammlung 2017 als Vorgruppe der Wölflinge eingeführt. Um die Einführung auf Stammesebene zu erleichtern, erschien 2018 eine Arbeitshilfe zum Thema Biber-Gruppen.
Höchstes beschlussfassendes Gremium ist die Bundesversammlung. Nachgeordnet findet sich diese Aufteilung bis zu den Stämmen herunter wieder, wobei die Vorstandschaft bis hinab zur Diözesansebene gleichberechtigt von einem männlichen und einem weiblichen Vorsitzenden sowie einem Kuraten oder einer Kuratin besetzt werden muss – in Bezirken und Stämmen ist diese Aufteilung lediglich wünschenswert.
Die DPSG ist in 25 Diözesen aktiv. In diesen arbeitet sie in 137 Bezirken mit insgesamt ca. 1.200 Stämmen und Siedlungen.

### Bundesverband
Das Bundesamt der DPSG hat seinen Sitz in Mönchengladbach.
Geleitet wird die DPSG vom dreiköpfigen Bundesvorstand sowie der ehrenamtlichen Bundesleitung aus den Referenten für die Altersstufen. Die einzelnen Stufen haben ein eigenes Referat mit einem Referenten, einem Stufenkuraten und einem Arbeitskreis. Darüber hinaus gibt es noch Referenten und Arbeitskreise für verschiedene Schwerpunkte in der inhaltlichen Arbeit, zum Beispiel für Internationale Gerechtigkeit, Inklusion und Ökologie.

#### Bundeszentrum Westernohe
Das Bundeszentrum befindet sich am Rande des Dorfes Westernohe im Westerwald. Das Gelände umfasst einen 28 Hektar großen Zeltplatz sowie mehrere Tagungs- und Selbstversorgerhäuser und bietet ganzjährig Platz für mehr als 4.000 Gäste. Diese Zahl an Gästen wird regelmäßig an Pfingsten erreicht, wenn der Bundesverband dort zum bundesweiten Treffen einlädt. Im Jahre 2004 zum 75. Jubiläum des Verbandes wurden 6.200 Teilnehmer gezählt.

### Diözesanverband
Die DPSG gliedert sich nach der Bundesebene in verschiedene Diözesanverbände. Ihre territoriale Ausdehnung ist identisch zu jener der Diözese im Sinne des Kirchenrechts. Auf der Diözesanebene findet viel inhaltliche Arbeit in den Stufen- und Facharbeitskreisen statt. Außerdem sind die meisten Diözesanverbände mit einem Diözesanbüro ausgestattet in dem hauptberufliche Mitarbeiter die Ehrenamtlichen bei ihrer Arbeit unterstützen.
Zudem haben die meisten Diözesanverbände einen eingetragenen Verein als Rechtsträger, welcher unter anderem die gegebenenfalls vorhandenen Einrichtungen und Häuser der Diözesanverbände verwaltet. Insgesamt gibt es in 25 der 27 Diözesen Diözesanverbände der DPSG (Ausnahmen Dresden-Meißen, Görlitz).

### Bezirksebene
Je nach Größe des Diözesanverbands gliedert sich jener in Bezirke. Ist dies nicht der Fall, übernimmt der Diözesanverband die Aufgaben, die der Bezirk normalerweise wahrnimmt. Die Bezirksebene bietet den Stämmen und deren Vorständen die Möglichkeit zum direkten Austausch untereinander und unterstützt die Arbeit der Stämme vor Ort.

### Stammesebene
Die Stammesebene stellt die Ortsebene, in größeren Städten die Kirchengemeindeebene, der DPSG dar. Hier findet der größte Teil der Arbeit mit Kindern und Jugendlichen statt. Neben der Stammesversammlung, welche sowohl die Kinder und Jugendlichen aus den Gruppen als auch die Leiter und den Stammesvorstand repräsentiert, gibt es die Stammesleitung und den Stammesvorstand. Für den pädagogischen Austausch zwischen den Leitern gibt es zudem die Leiterrunde, welche oft die Aufgaben der Stammesleitung (zu Teilen) übernimmt.
Innerhalb des Stammes gibt es Leitungsteams für die jeweiligen Altersstufen und entsprechende Gruppen.

## Überverbandliche Einordnung
Die DPSG ist Mitglied im Ring deutscher Pfadfinder*innenverbände (rdp). Weitere Mitglieder sind der Verband Christlicher Pfadfinder*innen (VCP), der Bund der Pfadfinder*innen (BdP), die Pfadfinderinnenschaft St. Georg (PSG) und der Bund Moslemischer Pfadfinder und Pfadfinderinnen Deutschlands (BMPPD). Der rdp wiederum ist Mitglied in der World Organization of the Scout Movement (WOSM) und der World Association of Girl Guides and Girl Scouts (WAGGGS), wobei sich die Mitgliedsrechte der DSPG aus historischen Gründen nur auf WOSM beziehen, da die DPSG vor der Gründung des rdp nur Mitglied im Ring deutscher Pfadfinderverbände (RdP) war, welcher wiederum nur Mitglied der WOSM war. Auch ist die DPSG über den rdp Mitglied im Deutschen Bundesjugendring (DBJR).
Als größter katholischer Jugendverband in Deutschland ist die DPSG Gründungsmitglied im Bund der Deutschen Katholischen Jugend (BDKJ) und Mitglied der Internationalen Katholische Konferenz des Pfadfindertums (IKKP).

## Geschichte

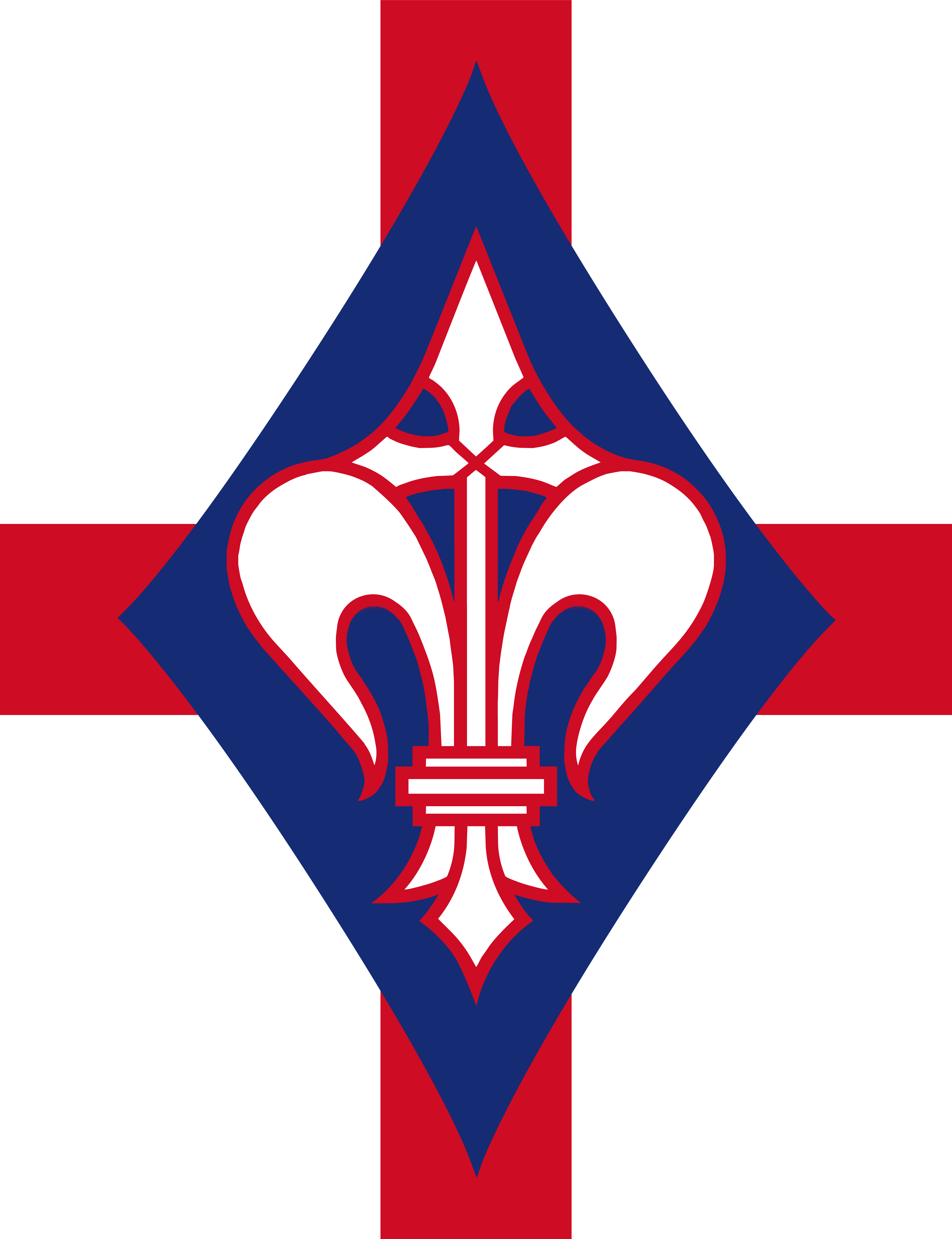
Die DPSG-Bundeslilie auf dem Sankt-Georgs-Kreuz wurde von 1931 bis 1965 offiziell verwendet

Die ersten katholischen Pfadfindergruppen in Deutschland gründeten sich 1928 in Wuppertal, Beuthen, München, Berlin, Frankfurt a. M., Mannheim und Speyer. Am 7. Oktober 1929 schlossen sich Stämme zur Deutschen Pfadfinderschaft Sankt Georg in Altenberg zusammen. Als Sitz der Bundeskanzlei wurde Wuppertal bestimmt. Einer der Mitgründer, der Theologiestudent Willy Werner, wurde auf dem 1. Reichsthing 1930 in Altenberg zum ersten Reichsfeldmeister des neuen katholischen Jungenbundes ernannt. Zum Reichskurat wurde Kaplan Emmerich Wolter ausgerufen. Das Thing beschloss eine verbindliche Kluft, ein Pfadfindergesetz und eine vorläufige Bundesordnung.

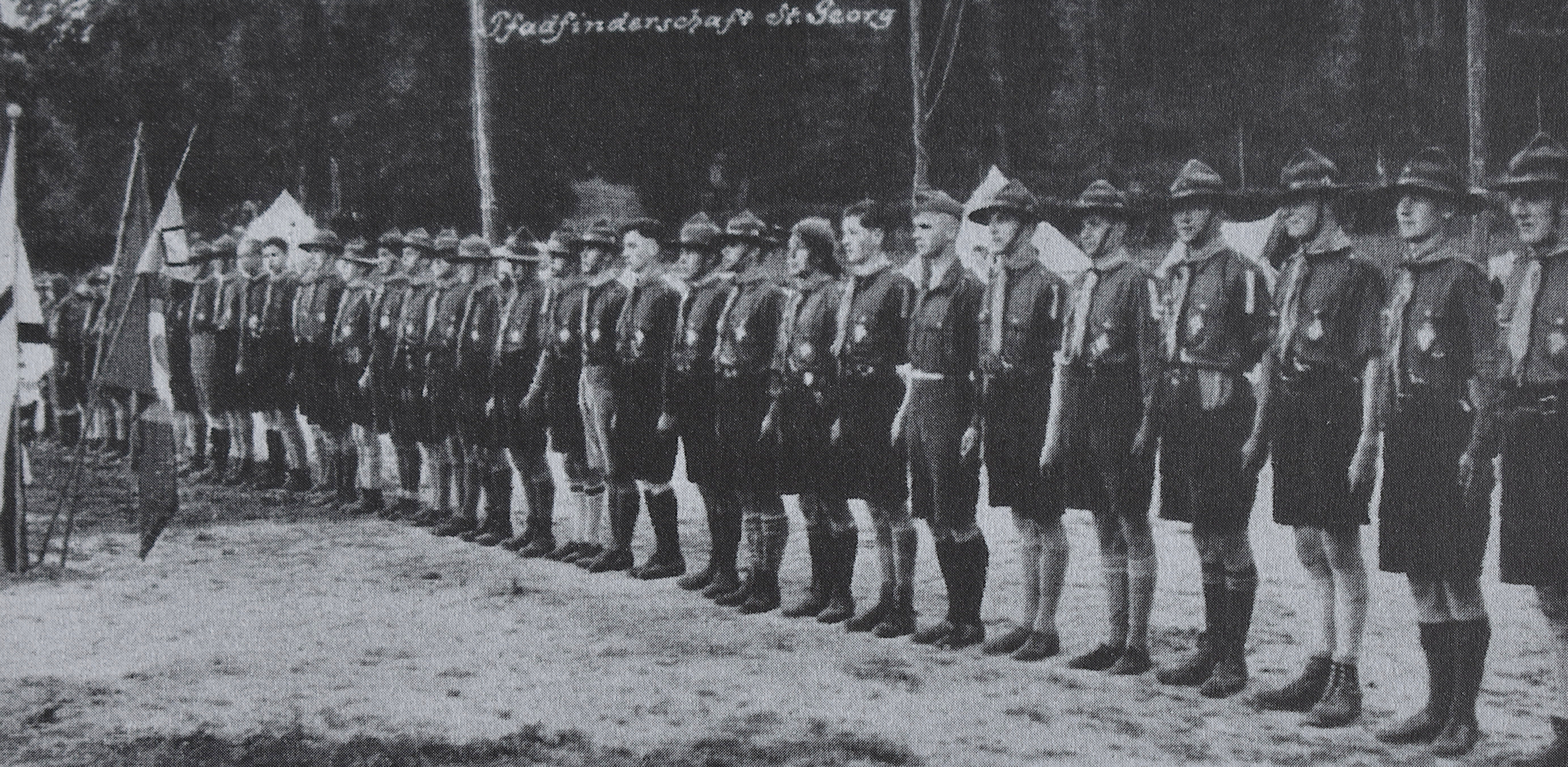
Lagerappell der St.-Georgs-Pfadfinder bei der VI. Reichstagung des Katholischen Jungmännerverbandes in Trier (1931)

Auf der VI. Reichsversammlung des Katholischen Jungmännerverbandes Deutschlands, 1931 in Trier, wurde die DPSG offiziell in der kirchlichen Jugendarbeit aufgenommen. Berühmt wurde in den katholischen Pfadfinderkreisen während der Aufnahmezeremonie das Treuegelöbnis des ersten Reichsfeldmeisters, das in den Zeiten des kommenden Verbotes viele Gruppen zusammenhielt: „Wir sind treu, oder wir sind nicht“. 1932 folgte die Verlegung der Bundeskanzlei von Altenberg nach Düsseldorf.
Willi Werners Nachfolger im Amt des Reichsfeldmeisters wurde Walter Casott. Das 3. Bundesthing in Altenberg zu Ostern 1933 befasste sich unter anderem mit dem Thema „Durchgeistigte Form und geformter Geist des Pfadfinderlebens“. Die DPSG bestand zu diesem Zeitpunkt aus 310 Stämmen mit rund 9.000 Mitgliedern.
Nach der Machtergreifung durch die Nationalsozialisten in Deutschland verboten diese 1934 das Tragen von Kluft, Abzeichen und Bannern. Die Mitgliederzahl stieg im Jahr 1935 auf 16.000 (in 457 Stämmen). 1938 verboten die Nationalsozialisten die DPSG und ihre Gruppenarbeit. In der Illegalität wurde durch die Gemeinschaft Sankt Georg in Kirchen, Pfarrheimen und Wohnungen von Gruppenführern weiter pfadfinderische Arbeit geleistet. Auch zu Pfadfindern im Ausland wurde Kontakt gehalten.

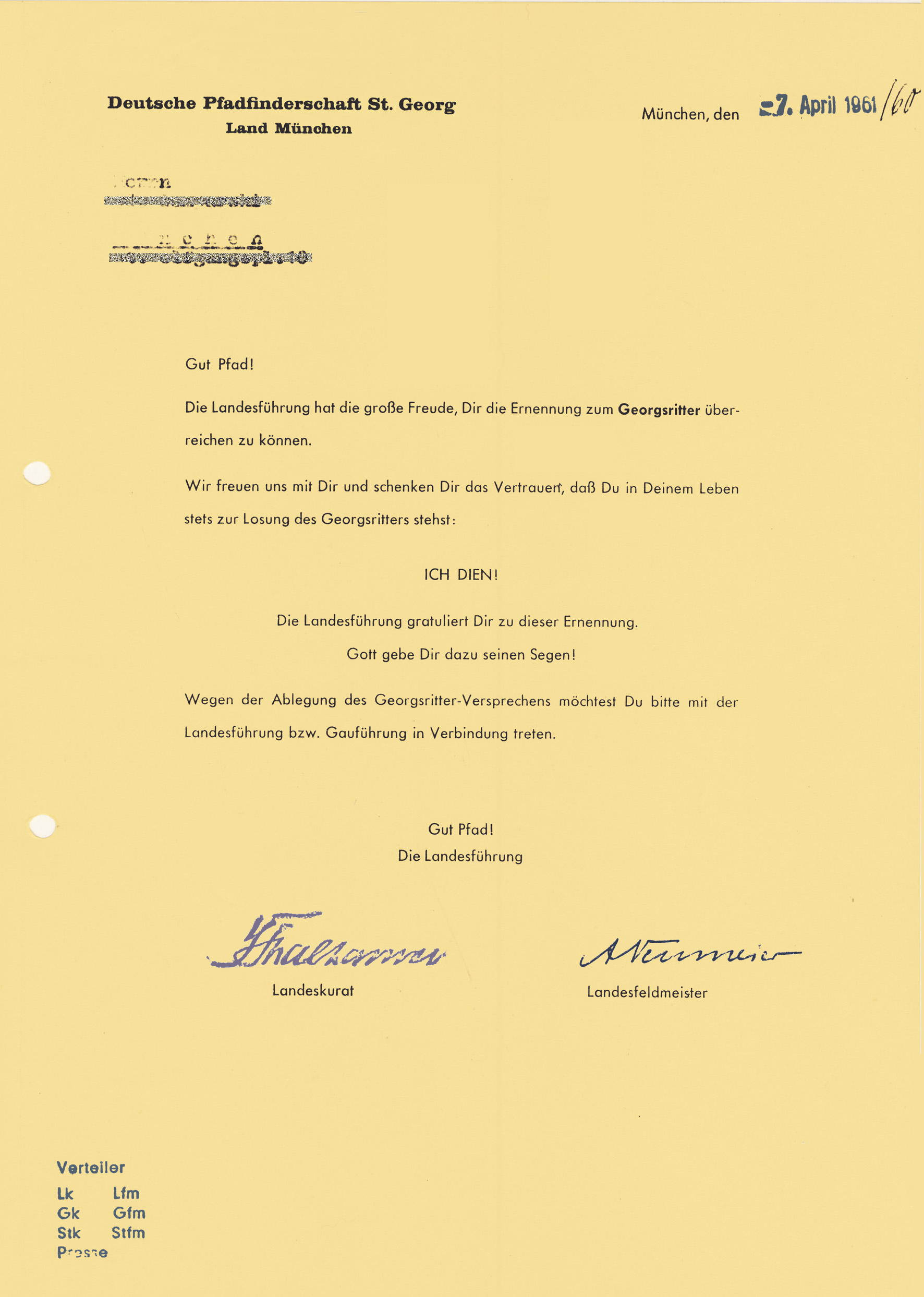
Georgsritter-Ernennungsurkunde, wie sie ab 1960 im Land München eingesetzt wurde und mit dem Wegfall der Georgsritter 1962 wieder verschwand.

Kurz nach Kriegsende fand auf örtlicher Ebene der Aufbau von Pfadfindergruppen statt. Das 6. Bundesthing in Altenberg im Juli 1946 erließ eine neue Bundesordnung und wählte Hans Fischer zum Bundesfeldmeister.
1947 kamen Georgspfadfinder erstmals nach dem Krieg wieder in Kontakt mit dem weltweiten Pfadfindertum. Am ersten Jamboree nach dem Krieg, dem „Jamboree des Friedens“ in Frankreich, konnten Georgspfadfinder im Rahmen des Kontingentes der Scouts de France (SdF) teilnehmen. Die DPSG zählte rund 10.000 Mitglieder in 282 Stämmen.
Das 9. Bundesthing 1949 erarbeitete eine neue Struktur und eine neue Kluft und ließ erstmals Frauen als Wölflingsführerinnen zu. Zusammen mit der Christlichen Pfadfinderschaft Deutschlands (CPD) und dem Bund Deutscher Pfadfinder (BDP) gründete die DPSG den Ring deutscher Pfadfinderbünde. Das Rüsthaus Sankt Georg als Ausrüster und der Georgs-Verlag wurden gegründet. Die DPSG hatte 20.500 Mitglieder. 1958 fand eine erste Zeltfreizeit für Jungen mit Behinderung in Westernohe statt. Die Zahl der Mitglieder stieg in den 1950er Jahren und bis zu Beginn der 1960er Jahre stark an, fiel in den darauffolgenden Jahren jedoch regional teilweise überproportional. Wurden beispielsweise im Land München auf dem Landesthing 1962 noch 93 Stämme mit über 2600 Mitgliedern (1961) gezählt, fiel diese Zahl bis zum Landesthing 1970 auf 59 Stämme. 1965 verzeichnete der Bundesverband 73.000 Mitglieder. Zu Beginn der 1970er Jahre begannen die Mitgliederzahlen wieder zu steigen und überschritten im Jahr 1978 die Zahl 100.000. Im Jahr 1990 lag die Mitgliederzahl bei 112.500 Mitgliedern, stagnierte über einige Jahre und sank bis 2004 auf rund 100.000 Mitglieder. Die Mitgliederzahl betrug 2007 rund 95.000.

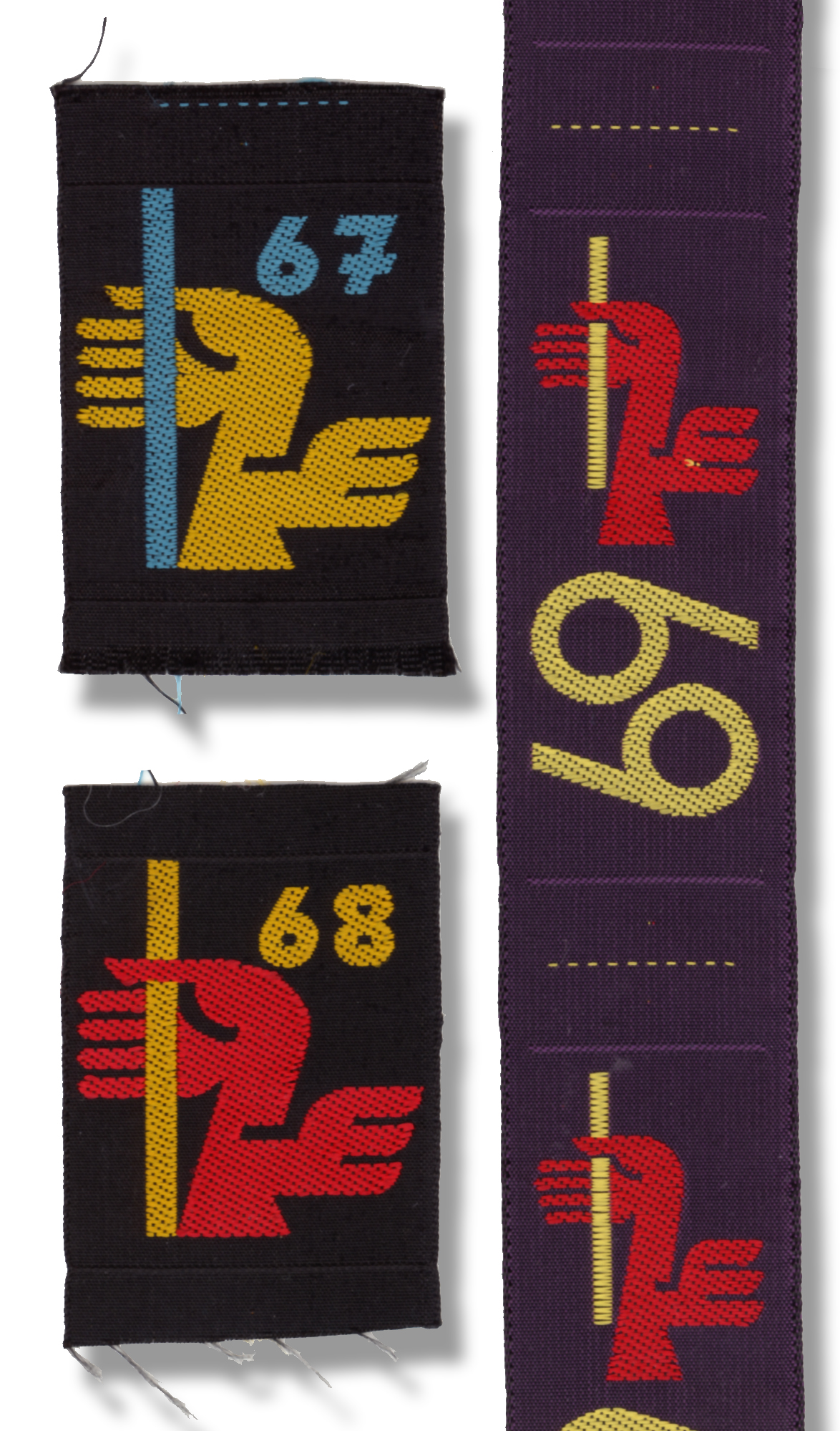
Abzeichen der DPSG-Jahresaktionen 1967–1969

Die erste „Jahresaktion“ unter dem Motto „Flinke Hände, flinke Füße schaffen ein Werk für körperbehinderte Jugendliche“ (1961) markierte den Anfang der Jahresaktionen, die sich bis heute jedes Jahr mit einem anderen politisch-gesellschaftlich Thema auseinandersetzen und bei denen Spenden für konkrete Projekte gesammelt werden. Im gleichen Jahr wurde beim 21. Bundesthing eine neue Altersstruktur beschlossen und die Jungpfadfinderstufe (11 bis 13 Jahre) eingeführt. Die Ritterstufe wurde in Roverstufe umbenannt.
Nachdem bisher mit wenigen Ausnahmen (Wölflingsleiterinnen) nur Jungen und Männer Mitglied in der DPSG sein konnten, öffnete sich die DPSG 1971 auch für Mädchen und Frauen und ist seitdem ein koedukativer Verband. Daneben gibt es mit der Pfadfinderinnenschaft St. Georg einen rein weiblichen Pfadfinderinnenverband, der 1947 gegründet wurde. Im Jahr 1971 gipfelte die pädagogische Diskussion im Beschluss einer neuen Ordnung, die das Pfadfindergesetz durch die „Grundlinien unserer Lebensauffassung“ ersetzte und die DPSG pädagogisch veränderte.
1976 spalteten sich einzelne Mitglieder als Katholische Pfadfinderschaft Europas ab, da sie der DPSG eine Vernachlässigung der klassischen Pfadfinderarbeit und des katholischen Glaubenslebens vorwarfen und eine strengere Umsetzung der Beschlüsse des Zweiten Vatikanischen Konzils befürworteten.
Die 57. Bundesversammlung 1995 brachte eine weitere weitreichende Veränderung, durch die Einführung der „Kindermitbestimmung“, wonach Kinder die Gruppenstunde und das Verbandsleben im Stamm selber mitbestimmen sollten.
Mit dem Jahr 2001 begann der Perspektiventwicklungsprozess „update“, der kritisch die DPSG mit ihren Zielen und ihrer Ordnung hinterfragte.
2005 beschloss die Bundesversammlung eine neue Ordnung des Verbandes. Dazu zählt auch die Wiedereinführung eines Pfadfindergesetzes in zeitgemäßer Form.
Die Ordnungsteile, die die Arbeit in den Stufen beschrieben und somit die Grundlage der pädagogischen Arbeit waren, wurden auf der Bundesversammlung 2018 in einer überarbeiteten Form beschlossen. Hiermit verschoben sich auch die Altersgrenzen.
Vom 20. bis 24. Mai 2020 fand aufgrund der Corona-Pandemie die erste digitale Bundesversammlung statt. Auch das Pfingstlager vom 29. Mai bis zum 1. Juni 2020 fand nicht im Bundeszentrum Westernohe statt, sondern wurde komplett online durchgeführt.  Die Wahl zur Bundesvorsitzenden wurde per Briefwahl durchgeführt. Zur Bundesvorsitzenden wurde die Lehrerin Annkathrin Meyer aus Aachen gewählt, ihre Amtszeit begann am 1. November 2020 und wurde am 21. Mai 2023 einstimmig bis 2026 verlängert.
2021 beschloss der DPSG-Vorstand die Aufklärung sexuellen Missbrauchs in den eigenen Reihen. Geklärt werden soll auch, ob und weshalb es zur Vertuschung und Begünstigung von Machtmissbrauch gab und ob eine Haltung existierte, die Kinder und Jugendliche abgewertet oder Gewalt begünstigt habe. Dazu sollen Betroffene angehört und externe Experten beauftragt werden. 2023 entschied sich die Bundesversammlung für eine verbandliche Interventionsordnung für den Kinder- und Jugendschutz.
Auf der 92. Bundesversammlung der DPSG 2024 wurde beschlossen, den Verbandsnamen zum 1. Juni 2025 in Deutsche Pfadfinder*innenschaft Sankt Georg zu ändern.

## Jahresaktionen
Die DPSG stellt jedes Jahr unter ein Jahresaktionsmotto, welches von Diözesen, Bezirken und Stämmen methodisch genutzt werden kann.

| Jahr      | Motto                                                                                 |
| --------- | ------------------------------------------------------------------------------------- |
| 2024      | 100 % Mensch – setzt euch ein gegen Rassismus                                         |
| 2023      | Unter Strom                                                                           |
| 2022      | Farbfinden – Von Natur aus Bunt                                                       |
| 2021      | Miteinander Mittendrin. Aktiv für die Gesellschaft!                                   |
| 2020      | No Waste! Ohne Wenn und Abfall!                                                       |
| 2019      | vollKOSTbar!                                                                          |
| 2018      | Lebendig. Kraftvoll. Schärfer. Glaubste?                                              |
| 2017      | Be a star! – Miteinander für Europa – Zjednoczeni dla Europy – Ensemble pour l’Europe |
| 2016      | H2O16 – Wasser zählt                                                                  |
| 2015      | Gast>>Freundschaft: Für Menschen auf der Flucht                                       |
| 2014      | Nix besonderes 14 + – gemeinsam stark                                                 |
| 2013      | Smartscout – Schlau im Umgang mit Medien                                              |
| 2012      | Aktion 12 – Abenteuer möglich machen                                                  |
| 2011      | Our World – Our challenge                                                             |
| 2010      | Tenemos derechos – Wir sind Rechthaber                                                |
| 2010-1961 | Chronik der Jahresaktionen (Memento vom 15. Juni 2021 im Internet Archive)            |

## Kuraten
Kuraten („Pfadfinderseelsorger“) in der DPSG werden gewählt und von der zuständigen kirchlichen Ebene bestätigt. Die Amtszeit beträgt drei Jahre, und der Kurat ist gleichberechtigtes Mitglied des dreiköpfigen Stammes-, Bezirks-, Diözesan- oder Bundesvorstandes; der Umfang seiner tatsächlichen Mitwirkung ist von Stamm zu Stamm sehr verschieden. Zudem gibt es auf Bezirks-, Diözesan- und Bundesebene das Amt des Stufenkuraten. Sein Arbeitsschwerpunkt liegt in der geistlichen Begleitung der ihm anvertrauten Pfadfinder in der jeweiligen Stufe.
Lange Zeit waren nahezu alle Kuraten der DPSG Priester, meist wurde der örtliche Vikar (Kaplan) oder Pfarrer in das Amt gewählt. Weil zum einen die Arbeitsbelastung der Gemeindepriester immer mehr zunimmt und ihre Zahl weiter abnimmt, zum anderen aber auch die Begabungen vieler Laien für das geistliche Amt für den Verband gewinnbringend eingebracht werden sollen, ist es heute möglich, männliche oder weibliche Laien mit bischöflicher Beauftragung in das Amt zu wählen. Hierfür hat die DPSG in Absprache mit der Jugendkommission der Deutschen Bischofskonferenz ein Curriculum zur Kuratenausbildung erarbeitet und verabschiedet.
Bis 2012 sah die Satzung der DPSG vor, dass zum Bundeskuraten nur Priester gewählt werden können. Jedoch wurde der Bundesleitung im September 2012 vom Ständigen Rat der Deutschen Bischofskonferenz mitgeteilt, dass auf Grund des Priestermangels derzeit kein Priester für dieses Amt freigestellt werden kann. Die Bischofskonferenz schlug vor, die Stelle für entsprechend ausgebildete Laien zu öffnen. Im Dezember 2012 beschloss die Bundesversammlung der DPSG eine Satzungsänderung zur Öffnung des Kuratenamtes für Laien.

## Kluft und Strukturen im Wandel der Zeit
Pfadfinderkluft, Ausrüstung und Strukturen der DPSG waren über die Jahrzehnte zahlreichen Veränderungen und Neugestaltungen unterworfen.

Die neugeregelte Kleiderordnung der DPSG vom Dezember 1931

### Vorkriegszeit
Die erste Kluft von vor 1930 zeigt noch die Einflüsse des größten deutschen Vorkriegsbundes, des Deutschen Pfadfinderbundes (DPB). So tragen die katholischen Pfadfinder wie die Pfadfinder des damaligen DPB ein jägergrünes Hemd im Lageralltag sowie ein weißes „Festtagshemd“ zu besonderen Anlässen. Daneben wird zu allen Jahreszeiten eine kurze, knielange schwarze Kordhose getragen sowie grüne Kniestrümpfe. Obligatorisch ist für Pfadfinder der Pfadfinderhut, für Wölflinge ein grünes Schiffchen. Als „Lagermütze“ findet das Schiffchen – wie in vielen damaligen Bünden – Eingang in die Kopfbedeckung der Älteren. In vielen Stämmen gehörte das Tragen eines Schulterriemens (Koppelträger) ab 1930 zur Kluft. Seit Einführung der neuen Kluftordnung von 1931 ist dieser Koppelträger offizieller Bestandteil der DPSG-Tracht. Koppelträger waren dazu da, die Last der weitgehend standardisierten Koppelausrüstung abzufangen. Zu dieser gehörten Fahrtenmesser, Brotbeutel und die typische, filzbezogene Aluminiumfeldflasche. Zusätzlich konnte Gruppenausrüstung wie der Feldspaten hinzukommen. Als Transportgefäß diente bis in die 1950er Jahre zumeist der Tornister. Erst als die Ansprüche der Pfadfinder im Lager wuchsen, zog man den wesentlich geräumigeren Rucksack vor.

### 1949 bis 1964

Ritterlilie der DPSG, wie sie von 1948 bis 1957 hergestellt wurde. Das Aussehen dieser Abzeichen ähnelt dem der Lilien vor dem Verbot 1934 stark.

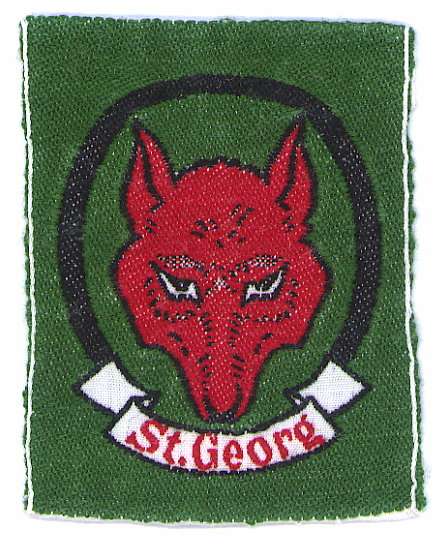
DPSG-Wolfskopf, wie er von 1948 bis 1960 hergestellt wurde. Sein Aussehen ist sehr ähnlich dem vor dem Verbot der Kluft 1934. Er wurde damals auf dem Schiffchen und in den 1950er Jahren auf dem Kluftpullover getragen.

1949 beschloss das Bundesthing einige Korrekturen bei der Organisation der Stufen. War der Jungpfadfinder bis dahin nur Mitglied eine Untergruppierung der Pfadfinderstufe mit dem gleichen Halstuch wie diese gewesen, wurde nun eine eigenständige Stufe aufgebaut. Sie umfasste eine neue Altersstufe (12- bis 14-Jährige), zu der bisher die Wölflinge gezählt hatten. Für die Jungpfadfinder galt weiterhin das Pfadfinderversprechen und das Gesetz. Die neue Stufe bekam einen eigenen Wahlspruch („Sei bereit!“) sowie ein eigenes Halstuch in grüner Farbe und eine weiße Kreuzlilie auf grünem Grund. Wie bei allen Stufen gehörte zudem das Jungscharkreuz zum offiziellen Erscheinungsbild. Jungpfadfinder 2. Grades erhielten dazu das Wahlspruchband Sei bereit als Ärmelabzeichen.
Weitere dort zur Altersstruktur getroffene Beschlüsse: Der Führer aller Wölflinge im Stamm erhält den neu eingeführten Namen Wölflingsmeister. Sein bisheriger Name, Altwolf, wird auf das neugeschaffene Amt des Meutenführers übertragen. Altwölfe und Truppkornetts, die Führer von Meute und Trupp, sollen über 17 Jahre alt sein. Das bisherige Rudel wird nun Meute mit je 12–18 Jungen genannt und in 2–3 Rudel mit je einem Leitwolf, der selber Wölfling ist, unterteilt. Das Wölflingsgesetz beinhaltet wie vor dem Verbot wieder zwei Punkte. Als eigenständige pfadfinderische Vorschule, die nach den Vorgaben Baden-Powells nicht zu den eigentlichen Pfadfindern zählt, behält sie wie in der Vergangenheit zudem ihr eigenes Versprechen sowie den vom Pfadfindergruß abweichenden Wölflingsgruß. Um den Unterschied zur Jung- und Pfadfinderstufe noch deutlicher zu machen entfallen die Grade. Stattdessen wird nun zwischen Jungwolf, Wölfling (1 Stern) und Wolf (2 Sterne) unterscheiden. Außerdem änderte das Bundesthing 1949 den 7. Punkt des Pfadfindergesetzes von Der Pfadfinder gehorcht ohne Widerrede und tut nichts halb in Der Pfadfinder gehorcht aus freiem Willen und macht nichts halb.
Nach dem Zweiten Weltkrieg wurde am äußerlichen Erscheinungsbild des Pfadfinders nicht viel verändert. Man bewahrte sich das Aussehen aus den Tagen des Verbotes und war stolz auf den Weg durch die Verbotszeit. Nur die kurzen Hosen wurden dem Zeitgeist entsprechend etwas weiter gekürzt und die Abzeichen weisen einige leichte Modifikationen auf.
Das „grüne“ Erscheinungsbild änderte sich erst 1957 mit einem Beschluss des damaligen Bundesthing radikal. Diese Veränderung war, wie die folgenden, nicht durch eine Mitgliederentscheidung eingeleitet worden, sondern durch die Führung des Bundes beschlossen worden. Offiziell hieß es unter anderem, die Farbzusammenstellung der bisherigen Kluft sei verunglückt gewesen, zudem wolle man sich nach der Aufnahme in den Weltpfadfinderverband optisch den internationalen Gepflogenheiten anpassen und „dem gesunden Zeitempfinden“ entsprechen. Das neue DPSG-Klufthemd wurde offiziell als sandfarben bzw. khaki bezeichnet, die kurzen Hosen aus Zeltstoff als rauchgrau sowie die Strümpfe als grau. Die Abzeichen unterlagen ebenfalls einschneidenden Veränderungen. In dieser Form beließ man die Kluft einige wenige Jahre bis 1964.

### Die Reform von 1964/1965
1964 beschloss das Bundesthing, neben dem Pfadfinderhut ein anthrazitgraues Barett als Kopfbedeckung einzuführen. Man gab sich damals – Adenauers politischem Aussöhnungskurs mit Frankreich folgend – frankophil, was sich auch an der Literatur im Rüsthaus zeigte.
Die Veränderung des kommenden Jahres wurde von vielen Stämmen als Angriff auf ihre Traditionen empfunden, was sich in den Leserbriefen der Bundeszeitschriften widerspiegelt: Der Pfadfinderhut wurde 1965 – so wörtlich in der „Großen Fahrt“ Nr. 7, 1965 – als „breitkrempige(s) Stück Geschichte aus der Zeit des Burenkrieges“ abgeschafft.

Historisch ist diese Aussage falsch. Der Ursprung des Hutes ist stattdessen in den USA und Kanada zu suchen. Von dort brachte ihn Baden-Powell nach England. Im Burenkrieg haben die britischen Truppen diesen Hut nie getragen. Erst nach dem Ende des Kriegs führte ihn Baden-Powell bei der von ihm gegründeten Polizeitruppe ein. Dieser historische Hintergrund wurde außer Acht gelassen, es ging darum, den Pfadfindern eine vollständig neue Kluft schmackhaft zu machen:
Das 1965 eingeführte offiziell als grau bezeichnete Hemd (eigentlich sandfarben) wies als besonderes Merkmal nur noch eine Brusttasche auf der rechten Seite auf und besaß eine darüberlappenden Lasche, die mit einem goldfarbenen Knopf zu schließen war. Dieses Hemd wurde von vielen Pfadfindern abgelehnt, da es nicht nur optisch missfiel, sondern auch den Ansprüchen im Lager nicht entsprach. Statt des Hutes gab es jetzt nur noch das anthrazitgraue Barett mit kunstledernem Stirnband als Kopfbedeckung; die ebenfalls anthrazitgrauen kurzen Hosen waren nochmals gekürzt worden, gleichzeitig gehörte erstmals ein Kniebundhose, eine lange Hose sowie ein bräunlicher Kluftpullover (Wölflinge: marineblau) zum vollständigen Erscheinungsbild des Georgspfadfinders. Die Kniestrümpfe waren von grauer Farbe. Eine weitere Neuerung betraf die Rover, die ebenfalls schlecht aufgenommen wurde: Sie mussten nun – für über 15 Jahre – auf ein eigenes Halstuch verzichten, trugen von nun an bis 1982 kein Halstuch mehr. Nicht mehr zur Kluft der DPSG gehörten ab jetzt die alten Führerschnüre, die um den Hals gelegt worden waren und je nach Stellung verschiedene Farben aufgewiesen hatten. Diese farbigen Abzeichen trug man jetzt an der Naht der linken Schulterklappe in Form von Aufschiebeschlaufen. Dabei kennzeichnete die äußere Schlaufe den Stand, in dem der Führer arbeitete (Rover oder Pfadfinder), das innere die Ebene (Bund, Land, Gau, Stamm).

### 1971 bis 1982

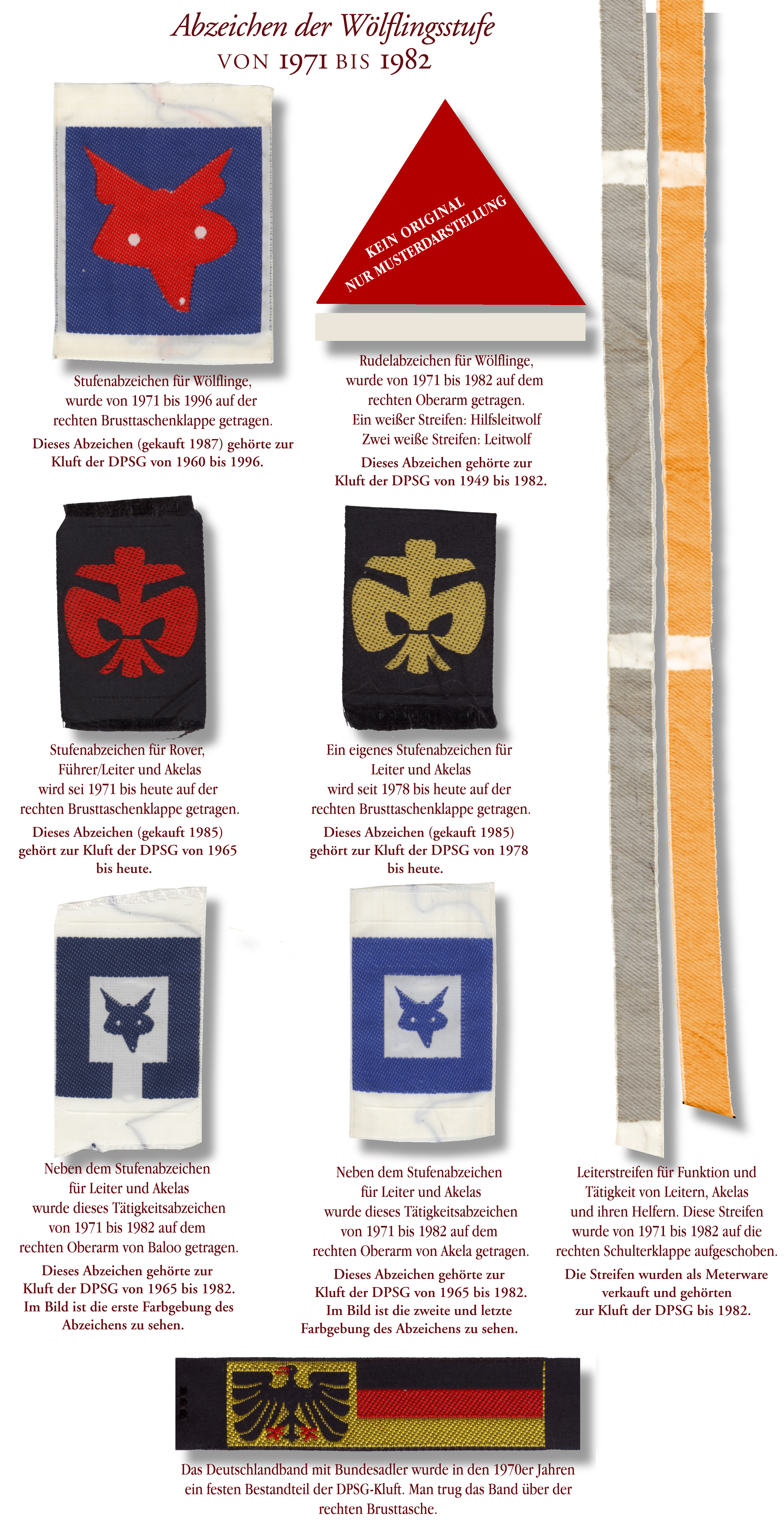
Einen Eindruck von den Abzeichen der DPSG zwischen 1971 und 1982 gibt hier die Wölflingsstufe

Die Unzufriedenheit mit der neuen Kluft manifestierte sich schon nach wenigen Jahren, denn zu Beginn der 1970er Jahre wurde der Grundstein zu dem Erscheinungsbild des Georgspfadfinders gelegt, wie es noch heute existiert. Zwar wurden damals noch etwas andere Abzeichen verwendet und das Hemd hatte Schulterklappen, ansonsten waren die damaligen Hemden mit den heutigen fast identisch. In den 1970er Jahren suchte sich der Individualismus unter den Pfadfindern ungebrochen seine Bahn. Seit dieser Zeit gehört in den Gruppen der DPSG zwar zumeist noch das offizielle Hemd zur Grundausstattung. Bei der Beinbekleidung gab es keine einheitlichen Regeln mehr: Man trug, was gefiel und modern war. Dennoch gab es gegen Ende der 1970er Jahre noch eine offizielle sandfarbene lange Hose, beziehungsweise einen offiziellen 3/4-Rock aus sandfarbenem Stoff. Eine offizielle Kopfbedeckung war jedoch nicht mehr vorgesehen.

#### Leiterstreifen (1971 bis 1982)
Leiter schoben die rund 80 mm breiten Streifen an die Schulternaht der linken Schulterklappe. Diese Leiterstreifen gaben die Tätigkeit des Trägers an:
- grau = Tätigkeit auf Stammesebene
- schwarz = Tätigkeit auf Bezirksebene
- violett = Tätigkeit auf Diözesanebene
- gold  = Tätigkeit auf Bundesebene

Der zweite Streifen, der aufgeschoben wurde, gab Aufschluss über die Funktion des Trägers:
- orange = Meutenleiter (Akela)
- blau = Jungpfadfinderleiter
- grün = Pfadfinderleiter
- rot = Roverleiter

Mit Weiß durchkreuzte Streifen standen für Assistenten (Helfer).

### Die Reform von 1982

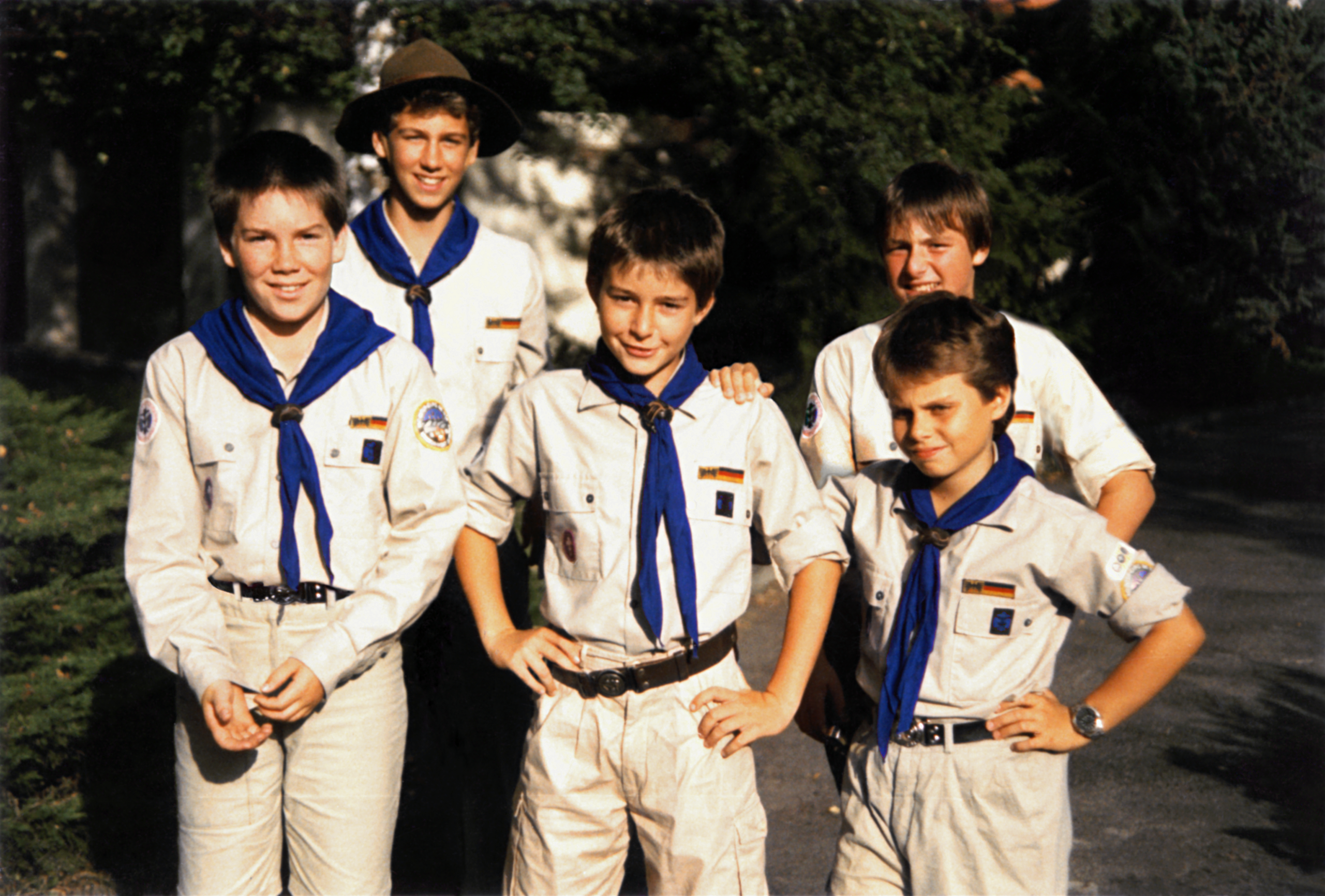
Eine Jungpfadfindersippe mit den reformierten Klufthemden im Jahr 1987

1982 schaffte die Bundesversammlung (vormals Bundesthing) die Schulterklappen sowie die farbigen Aufschiebeschlaufen (Leiterstreifen) ab. Die Befürworter dieser Kluftänderung gaben an, Schulterklappen und Streifen würden unvoreingenommene Betrachter zu sehr an militärische Uniformen erinnern, während man in konservativen Stämmen auch nach der Änderung noch rund ein Jahrzehnt an den bemängelten Attributen festhielt. Die Abzeichen für Meutenleiter (Akela) und ihrer Helfer (Baloo) wurden abgeschafft. Erfreulich für die Rover an dieser Kluftänderung war, dass sie wieder ein eigenes Halstuch, diesmal in rostroter Farbe, erhielten. Schon Ende desselben Jahrzehnts wurde der Farbton für die Rover nach vielfachen Wünschen auf einen reinen Rotton umgestellt.

### Aktuelles Erscheinungsbild

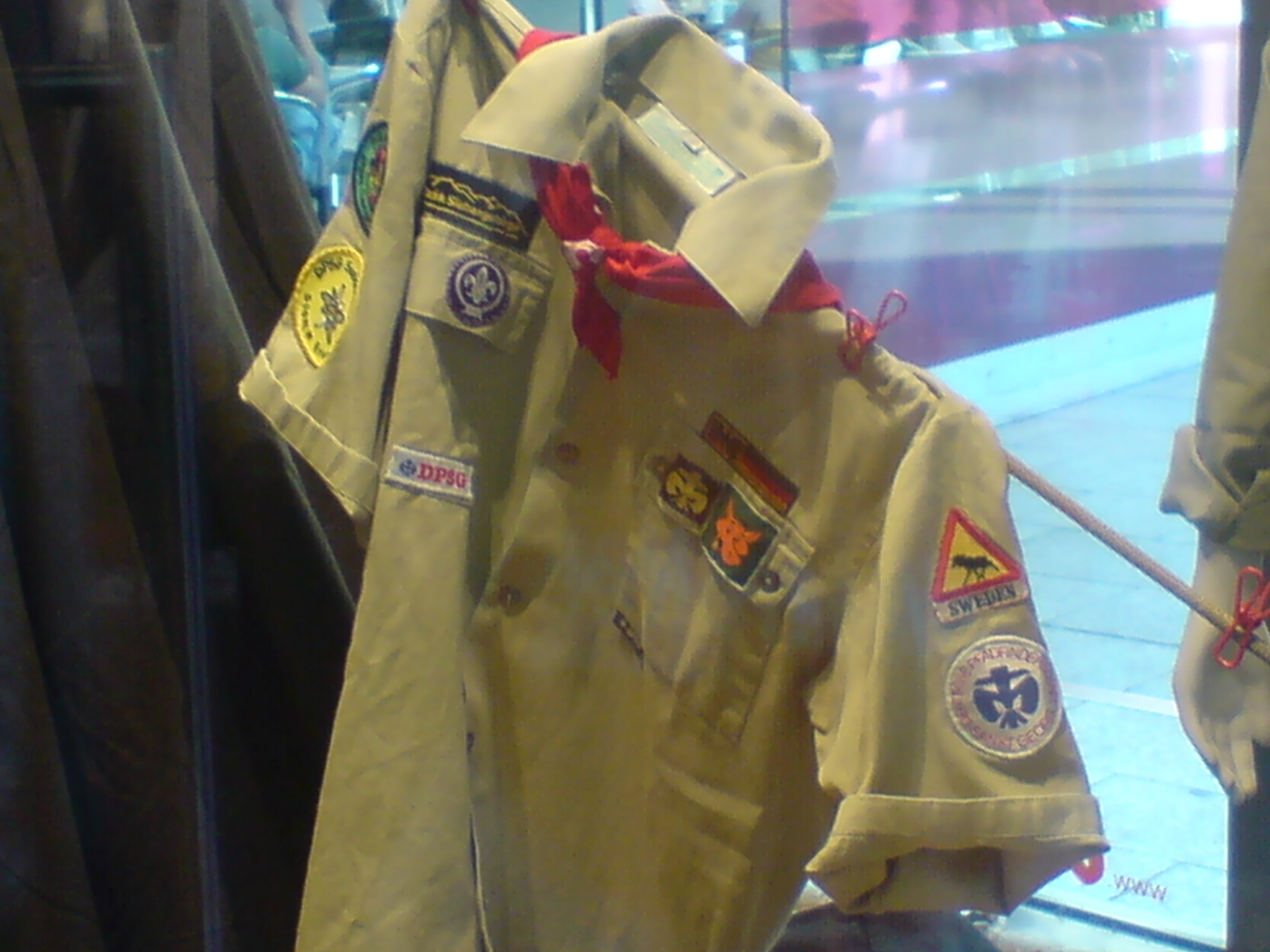
Kurzärmelige Pfadfinderkluft der DPSG. Die Abzeichen stimmen nicht mit der offiziellen Kluftordnung überein.

Die aktuelle Kluft der DPSG besteht laut der Kluftordnung aus einem sandfarbenen Hemd mit zwei Brusttaschen. An der Kluft sollen verschiedene Abzeichen in Form von Aufnähern angebracht werden:
- Nationalitäten-Abzeichen
- Stufen-Abzeichen (seit 2018 Lilie in Stufenfarben für alle Stufen und goldene Lilien für Leiter, vorher Wolfskopf für Wölflinge[28])
- Sippenabzeichen
- Weltbund-Abzeichen
- ICCS-Abzeichen (seit 2009)
- Jahresaktions-Aufnäher

Die genauen Stellen, an denen diese Abzeichen anzubringen sind, werden durch die Kluftordnung festgelegt. Allerdings halten sich die meisten Kluftträger zumeist nicht vollständig an diese Vorgaben. Eine Mehrheit der Mitglieder gestaltet die Kluft durch zusätzliche Aufnäher individuell, zudem sind oftmals einige der vorgeschriebenen Abzeichen nicht oder an der falschen Stelle aufgenäht.
Zur Kluft gehört außerdem ein Halstuch, dessen Farbe die Stufenzugehörigkeit des Trägers zeigt:
- Wölflinge: oranges Halstuch
- Jungpfadfinder: blaues Halstuch
- Pfadfinder: grünes Halstuch
- Rover: rotes Halstuch
- Leiter: graues Halstuch oder rosa „Woodbadge-Halstuch“ mit McLaren-Tartan

Zusätzlich gibt es die Gruppe der Biber, die ein weißes Halstuch tragen.